# Nassir Navab
Nassir Navab (* 1960 in Shahreza) ist ein deutscher Computeringenieur und Hochschulprofessor. Er ist Professor für Informatikanwendungen in der Medizin & Augmented Reality an der Technische Universität München, Direktor des Labors „CAMP – Computer Aided Medical Procedures“ an der Johns Hopkins University und assoziiertes Mitglied der Medizinischen Fakultät der Technischen Universität München.

## Leben
Nassir Navab studierte Mathematik und Physik an der Universität Côte d’Azur. Das Studium schloss er 1985 mit dem Diplôme d’études universitaires générales ab und wurde mit der höchsten Auszeichnung gewürdigt. An der Technischen Universität Compiègne schloss er das Studium der Ingenieurinformatik an. Während seines Diplomstudiums verbrachte Navab einen Forschungsaufenthalt an der University of Maryland, College Park bei Azriel Rosenfeld. Das Studium schloss er 1988 mit dem Diplôme d'Ingénier und Diplôme d'Etudes Approfondies ab.
Von 1988 bis 1993 war Navab als Wissenschaftlicher Mitarbeiter am renommierten Institut national de recherche en informatique et en automatique tätig. Zur selben Zeit promovierte Navab an der Universität Paris XI in Orsay unter seinem Doktorvater, dem Informatiker Olivier Faugeras. Seine Dissertation wurde mit der höchsten Auszeichnung, der „Mention Très Honorable avec la Félicitation du Jury“ ausgezeichnet. Mitglieder der Jury waren Thomas Huang, Giulio Sandini, Rachid Deriche, Steve Maybank, Bernard Dubuisson, Mark Richetin und J. Pierre Jouannaud.
Anschließend ging Navab als Postdoktorand an das MIT Media Laboratory am Massachusetts Institute of Technology in Cambridge (Massachusetts). Am MIT arbeitete Navab unter Aaron Bobick in der „Perceptual Computing Group“. Sein Aufenthalt in den Vereinigten Staaten wurde durch den „Nichidai Foundation Award“ finanziert und gefördert.
Zwischen 1994 und 2003 arbeitete Navab in unterschiedlichen Forschungsabteilungen der Siemens AG in München und Princeton (New Jersey). Insbesondere für das Siemens Corporate Research – SCR.
2022 wurde er zum IEEE Fellow ernannt und zum Mitglied der Academia Europaea gewählt.

## Lehre
Von 2013 bis 2016 war er ordentlicher Professor an der Johns Hopkins University, anschließend blieb er als Research Professor der Hochschule verbunden. Seither ist Navab Direktor des Labor für computergestützte medizinische Verfahren (CAMP – Computer Aided Medical Procedures) in Baltimore.